# Осадчук, Пётр Илькович
Пётр Илькович Осадчук (укр. Петро Ількович Осадчук; 2 декабря 1937 — 8 октября 2014) — украинский поэт, переводчик, литературный критик, политический деятель, депутат Верховной Рады Украины I (1990—1994) и II (1994—1998) созыва.

## Биография
Родился 2 декабря 1937 года в селе Островец, в крестьянской семье.
В 1960 году окончил филологический факультет Одесского государственного университета имени И. И. Мечникова по специальности учитель украинского языка и литературы.
В 1960—1962 годах работал сначала учителем в селе Старая Царичанка Белгород-Днестровского района Одесской области, а затем в районной газете Одесской области.
В 1962—1970 годах работал в обкоме ЛКСМУ сначала в Одессе, Тернополе и Киеве.
В 1970—1973 годах — инструктор, консультант отдела культуры ЦК КПУ.
В 1973—1976 годах — редактор издательства «Молодёжь», директор бюро пропаганды художественной литературы Союза писателей Украины.
В 1976—1991 годах — ответственный секретарь, секретарь правления Киевской писательской организации.
Член Союза писателей СССР, член президиума Рады Союза писателей Украины.
Осенью 1989 года вошёл в состав инициативной группы, которая подготовила основополагающие документы Народного Руха Украины за перестройку; первым с трибуны общего собрания Киевской организации Союза писателей Украины, происходивших под председательством Ивана Драча, «озвучил» программу Народного Руха Украины.
В 1990 году был выдвинут кандидатом в Народные депутаты Украины Городенковским районным Обществом украинского языка имени Т. Г. Шевченко.
18 марта 1990 года был избран депутатом Верховной Рады Украины I созыва от Тлумачского избирательного округа № 207 (Ивано-Франковская область). Член фракции Народного Руха Украины, фракции Конгресса национально-демократических сил. Председатель подкомиссии Комиссии Верховной Рады Украины по вопросам культуры и духовного возрождения.
Весной 1994 года был избран депутатом Верховной Рады Украины II созыва от Тлумачского избирательного округа № 206 (Ивано-Франковская область).

## Творчество
Стихи начал публиковать ещё в студенческие годы. В середине 1960-х годов стал выступать со стихами в республиканских газетах и журналах, альманахах и сборниках.
Педагогические способности помогали ему просто и интересно писать для маленьких читателей.
Перу писателя принадлежат более 30 поэтических сборников:
- «Революционный паспорт» (1967),
- «Мельница» (1969),
- «Третий перевал» (1972),
- «Ясный мир» (1972),
- «Биография верности» (1973),
- «Линия жизни» (1975),
- «Раска — боль и любовь» (1976),
- «Экзамен» (1977),
- «Земля, согретая любовью» (1978),
- «Всё поёт и растёт» (1979),
- «Взаимодействие» (1980),
- «Закон постоянных величин» (1982),
- «Прямая речь» (1984),
- «Трубы на рассвете» (1985),
- «Белая каравелла» (1986),
- «Линия жизни» (1987),
- «Второе дыхание» (1987),
- «День открытых дверей» (1991),
- «Незримая стрела времени» (1997),
- «Реестр украинского лентяйства» (1997),
- «Паранормальные явления» (1999),
- «Открытое море души» (2006),
- «Спокойствие за чертой досягаемости» (2007),
- «Семейный наследство» (2007),
- «Последний рубеж обороны» (2007) и другие.

## Награды
- Республиканская премия имени Николая Островского (1979).
- Премия имени Владимира Сосюры (1996).
- Премия имени Степана Олейника (2002).
- Премия имени Ивана Кошеливца (2002).
- Премия имени Павла Тычины (2003).
- Нобельская премия (2003, Всеукраинский фестиваль юмора в селе Нобеле Ровенской области).
- Всеукраинская литературно-художественная премия имени Степана Руданского (2004).
- Орден «За заслуги» III степени (13 октября 2006 года) — за весомый личный вклад в развитие украинской литературы, многолетний плодотворный творческий труд и активную общественную деятельность[2].
- Премия имени Леонида Вышеславского «Планета поэта» (2007).
- Литературная премия имени Анатолия Бортняка (2010).